# 阿部道子 (声優)
阿部 道子（あべ みちこ、9月27日 - ）は日本の女性声優。北海道出身。

## 人物
以前は青二プロダクションに所属していた。

## 出演

### テレビアニメ
1986年
- ゲゲゲの鬼太郎（第3作）（健二の母、山田の妻）
- メイプルタウン物語（ベラ）

1987年
- 新メイプルタウン物語 パームタウン編（ウェア）

1988年
- 聖闘士星矢（ミーメの母）
- ビックリマン（1988年 - 1989年、桃源如来、聖神、ストロ魔トライ、聖神ナディア）

1989年
- 新ビックリマン（やって弥勒）
- ひみつのアッコちゃん（第2作）（森山先生の母）

1990年
- 魔法使いサリー（1990年 - 1991年、死の国の女神、母親、立帆の母親）
- 私のあしながおじさん（女教師）

1991年
- ゲッターロボ號（ラセツ伯爵〈女〉）
- トラップ一家物語（修道女）

1992年
- スーパービックリマン（ダークヘラ）
- 美少女戦士セーラームーン（なるのママ、妖魔モルガ、妖魔テスニー、女主人）

1993年
- GS美神（依頼人）
- SLAM DUNK（谷沢の母）
- 美少女戦士セーラームーンR（アクムーダ）

1994年
- ツヨシしっかりしなさい（母親A）
- 七つの海のティコ（婦人）
- 美少女戦士セーラームーンS（ミクージ、チクオーン）
- ママレード・ボーイ（茗子の母）

1995年
- アニメ世界の童話（妻、ママ）
- ロミオの青い空（ムゼッタ）

1997年
- ゲゲゲの鬼太郎（第4作）（美女）

1998年
- まもって守護月天!（出雲の母）

### 劇場アニメ
1986年
- 時空の旅人（女中、未来の教師）

1988年
- ビックリマン 第一次聖魔大戦（聖神ナディア）
- 魁!!男塾（コンピューター）

1989年
- 聖闘士星矢 最終聖戦の戦士たち（女）
- 変幻退魔夜行 カルラ舞う!-奈良怨霊絵巻-（池田真奈美）

### OVA
1989年
- 左のオクロック!!（先生、典子）

1991年
- ロードス島戦記（宮廷婦人A）

1994年
- 水木しげるの妖怪画談

1995年
- IDOL Project（スズ）

### ゲーム
- 夢幻戦士ヴァリスII（1989年、ヴァリア）

### 吹き替え
- エジプト墳墓のなぞ